# 萊諾克斯 (麻薩諸塞州普查規定居民點)
萊諾克斯（英語：Lenox）是位於美國麻薩諸塞州伯克夏縣的一個普查規定居民點。

## 人口
根據2020年美國人口普查的數據，萊諾克斯的面積為5.19平方千米，當中陸地面積為5.17平方千米，而水域面積為0.02平方千米。當地共有人口1639人，而人口密度為每平方千米315.8人。